# Cabanes (Sant Genís de Fontanes)

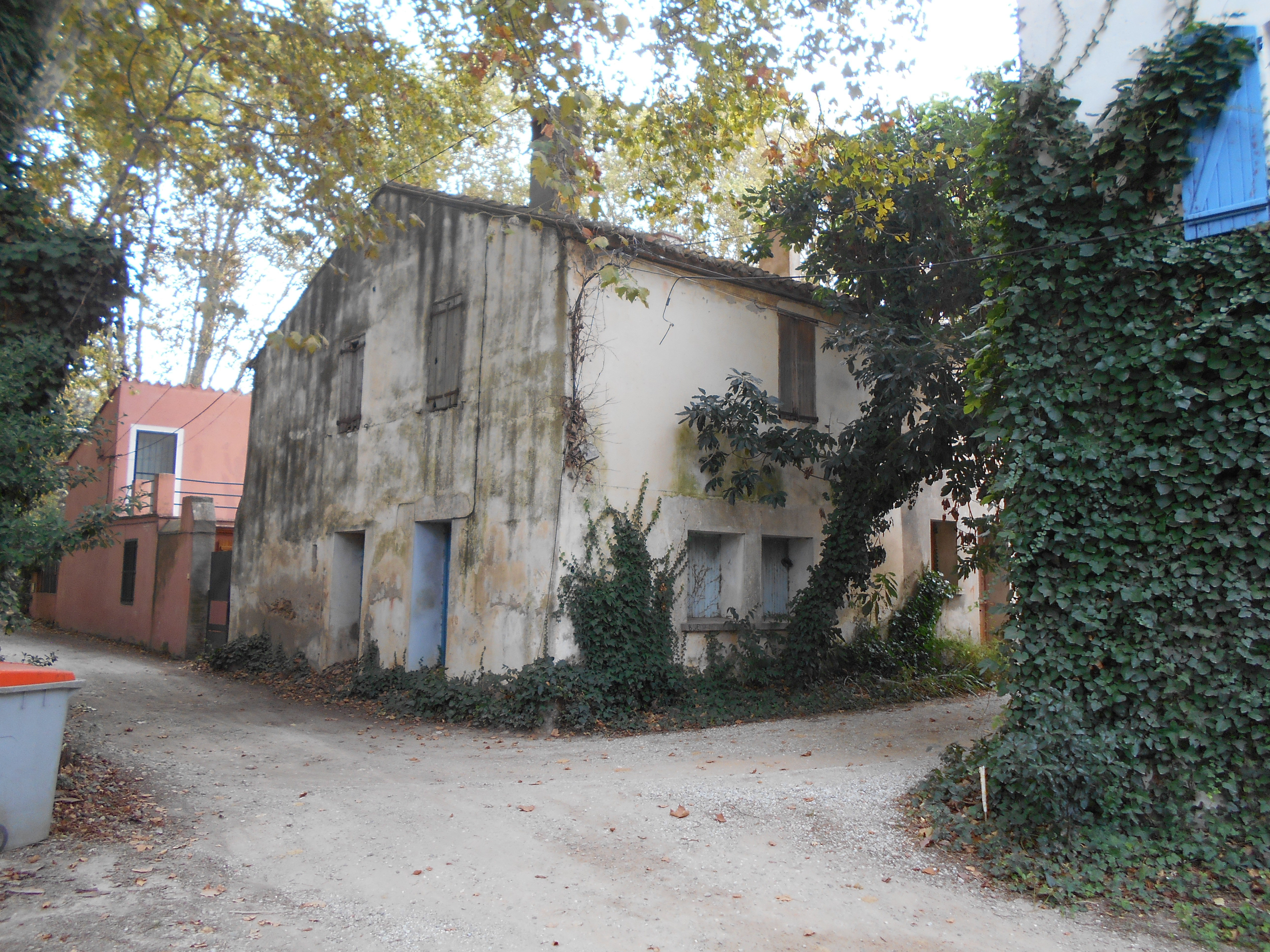
Carrer únic de Cabanes

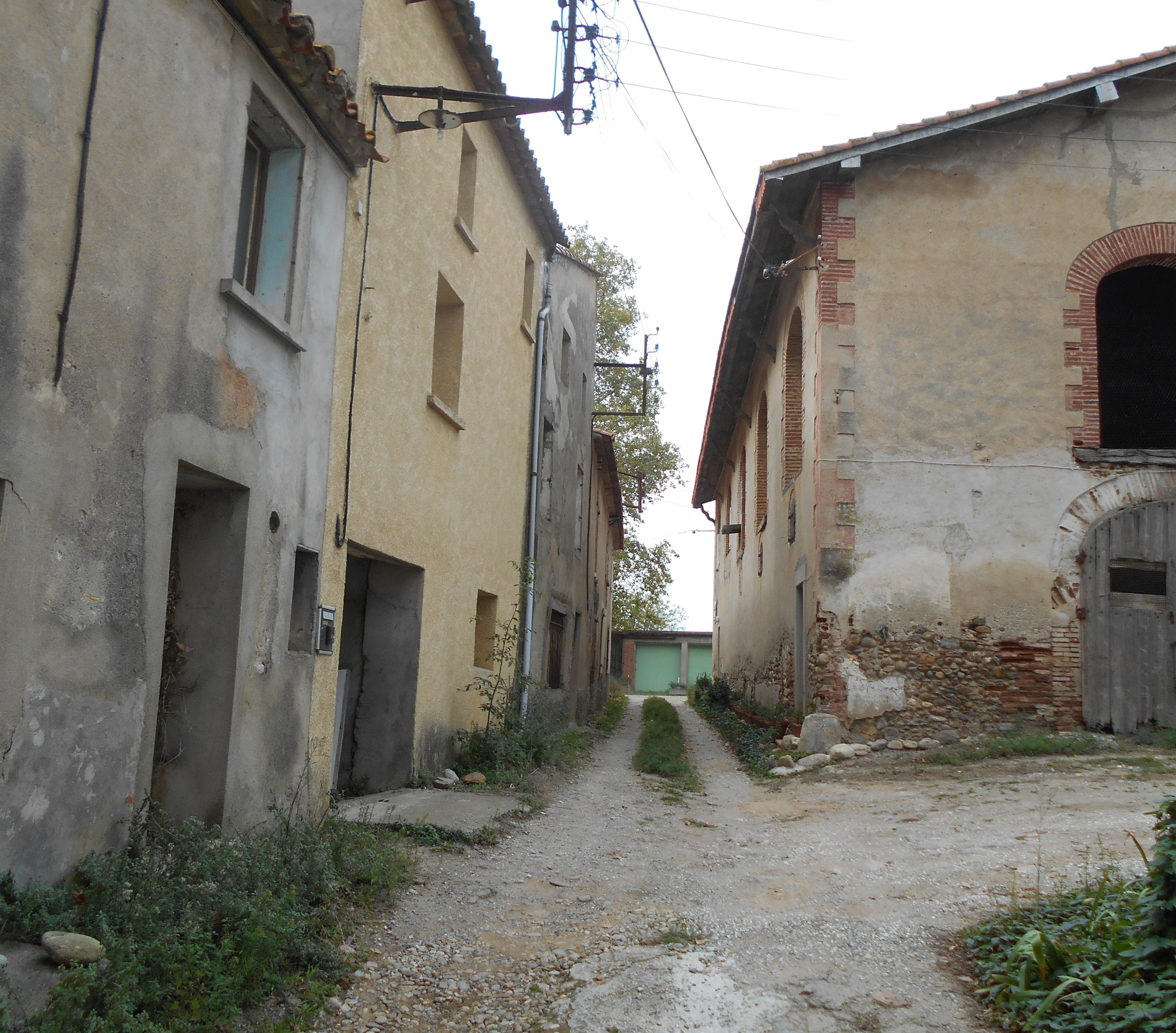
Cases de Cabanes

Cabanes és un poble de la comarca del Rosselló que forma part de la comuna de Sant Genís de Fontanes, a la Catalunya del Nord.
És en el sector del nord del terme comunal al qual pertany. Passa a ran del poble, resseguint-lo pel costat septentrional, el Rec del Molí de Brullà.
El poble és esmentat des del 854, en un document de donació. Torna a aparèixer en nombrosos documents entre aquella data i el 1688, moment en què es parla de l'església de Santa Coloma de Cabanes.

## Etimologia
Segons Joan Coromines l'origen del topònim Cabanes és el mot llatí capanna, amb el mateix significat actual del terme català. Sens dubte feia referència a la modèstia de les cases que el constituïen.